# Transport Giant
Transport Giant is een computerspel uit 1997, ontwikkeld door de Oostenrijkse firma JoWooD Productions. 

## Spel
De speler kan kiezen tussen een sandbox mode of het spelen van individuele opdrachten waarbij er telkens aan een voorwaarde moet voldaan worden om de volgende opdracht te spelen. De speler zal vervolgens aan het hoofd van een transport bedrijf komen te staan, die hij zo succesvol mogelijk moet uitbouwen tot een imperium. Alle gebeurtenissen zullen tussen 1850 en de toekomst plaatsvinden, waarbij de speler naarmate de tijd verloopt over modernere transportmiddelen kan beschikken. Ook moet hij rekening houden met de huidige economische situatie en daarop inspelen.
De speler beschikt over de volgende transportmiddelen: voertuigen, treinen, boten, zeppelins, vliegtuigen en helikopters. Elk type transportmiddel heeft een bepaalde maximumsnelheid, acceleratie, verbruik, capaciteit, onderhoudskosten en bij treinen ook een factor voor de snelheid in bochten. Naargelang de moeilijkheidsgraad moet men ook letten op het waterverbruik, de slijtage en de toestand van het transportmiddel. Bij elk transportmiddel hoort ook een bepaalde infrastructuur die geüpdatet kan worden.
Er zijn verscheidene kaarten beschikbaar in het spel, met daarop steden en bedrijven. De steden hebben elk een eigen bevolkingsaantal en daarmee gepaard ook een behoefte aan bepaalde goederen. De steden zelf produceren dan weer vuilnis, post en passagiers. De bedrijven produceren ofwel een grondstof of zetten een grondstof om in een ander product.

## Uitbreiding
Er is een uitbreiding gekomen op het spel, Down Under! met Australië als thema. Er kwamen extra kaarten, missies en voertuigen bij die de speler het gevoel moesten geven dat ze een Australisch transportbedrijf leidden. Deze uitbreiding zit ook in de gold edition.